# Міністерство транспорту, морських справ і зв'язку Туреччини
Міністе́рство тра́нспорту, морськи́х справ та зв'я́зку Туре́ччини (тур. Ulaştırma ve Altyapı Bakanlığı) — центральний орган виконавчої влади, діяльність якого спрямовується і координується Урядом Туреччини. Міністерство було засноване 27 травня 1939 року, шляхом реорганізації Міністерства морського транспорту і зв'язку. Головний офіс міністерства розміщується в Анкарі за адресою Hakkı Turayliç Cd, 5.
Міністерство транспорту, морських справ і зв'язку Туреччини є головним органом у системі центральних органів виконавчої влади у формуванні та забезпеченні реалізації державної політики у сферах авіаційного, автомобільного, залізничного, морського і річкового, міського електричного транспорту та у сферах використання повітряного простору Туреччини, а також у питаннях зв'язку, туризму, діяльності курортів, метрополітенів, дорожнього господарства, забезпечення підготовки та реалізації в Туреччині інфраструктурних проектів, забезпечення безпеки руху навігаційно-гідрографічного забезпечення судноплавства та торговельного мореплавства.
З 22 березня 2020 року міністром транспорту Туреччини є Аділь Караісмаілоглу.

## Обов'язки
До основних обов'язків і повноважень Міністерства транспорту входять:
1. Проведення досліджень з метою визначення національної політики, стратегії й цільових показників в області розробки, створення та експлуатація транспортних, морських, комунікаційних і поштових робіт, а також послуг в координації з відповідними установами та організаціями для виконання поставлених цілей.
2. Визначення напрямків національної авіаційної промисловості й космічних технологій, а також створення відповідної політики, стратегії та цілей.
3. Прийняття рішень про здійснення діяльності в рамках відстоювання національного суверенітету в космосі, визначення процедур і принципів управління та використання відповідних прав, а також виконання вимог і національних зобов'язань.
4. Забезпечення надання транспортних, морських, комунікаційних і поштових робіт і послуг у вільному, чесномута стійкому конкурентному середовищі. А також контроль за безпекою, мінімальним впливом компаній на навколишнє середовище і якістю роботи в інтересах суспільства.
5. Проведення необхідних досліджень для визначення політики універсального обслуговування відповідно до соціальних, культурних, економічних та технологічних умов країни в рамках положень відповідних законів.
6. Здійснення політики з питань міжнародного співробітництва, необхідного для бізнесу та послуг у сфері транспортних, морських, комунікаційних, поштових, авіаційних і космічних технологій, а також укладання відповідних угод та забезпечення їх виконання відповідно до міжнародного і турецького законодавства.
7. Виконання рішень і постанов уряду і Президенту Турецької Республіки.

## Структура

### Головне управління
- Головне управління з питань дорожнього руху
- Головне управління з питань залізничного регулювання
- Головне управління з питань морського і внутрішнього водного регулювання
- Головне управління з питань регулювання небезпечних вантажів і комбінованих перевезень
- Головне управління з питань морської торгівлі
- Головне управління з питань верфей і берегових споруд
- Головне управління зв'язку
- Головне управління з питань авіаційних і космічних технологій
- Головне управління з питань інфраструктурних інвестицій
- Головне управління з питань Європейського Союзу та міжнародних відносин
- Дирекція аудиторських послуг
- Управління з питань стратегічного розвитку
- Центр досліджень транспорту, морських і комунікаційних технологій
- Відділ управління оборотними фондами
- Відділ кадрів та освіти
- Департамент інформаційних технологій
- Відділ допоміжних послуг
- Відділ з питань юридичного консультування
- Відділ з питань преси та зв'язків з громадськістю
- Секретаріат

### Регіональне управління
- Регіональними офіси, управління і департаменти

### Допоміжні управління (філії)
- Рада з питань розслідування нещасних випадків
- Координаційна рада залізниць
- Рада з питань розвитку інтернету
- Головне управління цивільної авіації
- Головне управління державних залізниць
- Головне управління автомобільних доріг
- Головне управління аеропортів
- Головне управління берегової безпеки
- Головне управління PTT
- Головне управління Türksat A.Ş
- Управління з питань інформаційних технологій і зв'язку
- Корпорація суднобудівної промисловості Туреччини
- Головне управління Türk Telekom A.Ş